# Isocarboxazid
Isocarboxazid ist ein irreversibler nicht-selektiver Hemmer der Monoaminooxidase (MAO-Hemmer) aus der Gruppe der Hydrazine, der als Antidepressivum und Anxiolytikum eingesetzt wird. Außerdem eignet es sich zur Behandlung der Parkinson-Krankheit und anderer demenzverwandte Störungen.
Neben Phenelzin ist Isocarboxazid einer der wenigen noch im Einsatz befindlichen MAO-Hemmer auf Hydrazinbasis überhaupt.
Isocarboxazid ist nicht das Mittel der ersten Wahl bei Depression und Angststörung, da es mit verschiedenen Lebensmitteln interagiert, die Tyramin enthalten. Es hemmt den Abbau dieses biogenen Amins, das in alltäglichen Lebensmitteln enthalten ist, was unter anderem zu schweren Blutdruckkrisen führen kann. Daher werden Isocarboxazid und andere MAO-Hemmer bei Depressionen oft als Mittel der letzten Wahl betrachtet.
Nebenwirkungen von Isocarboxazid sind unter anderem Kopfschmerzen, Ikterus, Brustschmerz, rasche Gewichtszunahme, Ohnmacht, Benommenheit, Zittern.